# HighBeam Research
HighBeam Research è stato un motore di ricerca a pagamento e un archivio online che forniva accesso in modalità testo integrale a migliaia di titoli relativi a giornali, riviste, riviste accademiche, agenzie stampa, riviste di settore ed enciclopedie in inglese.
Il servizio era di proprietà di Gale, una partecipata di Cengage, la cui sede era a Chicago, nell'Illinois. Alla fine del 2018, l'archivio fu chiuso e il dominio fu reindirizzato al sito della Questia Online Library.

## Storia
La società fu fondata nell'agosto 2002 allorché Patrick Spain , che aveva appena venduto Hoover's da lui fondato insieme a Gary Hoover, aveva acquisito eLibrary e Encyclopedia.com da Tucows. La nuova società assunse il nome di Alacritude, LLC, abbreviazione delle parole inglesi alacrity e attitude. ELibrary era una biblioteca digitale che forniva accesso a 1.200 archivi di giornali, riviste e trascrizioni radio e TV, in genere non disponibili gratuitamente.
Alcuni degli investitori originali erano Prism Opportunity Fund di Chicago e 1 a 1 Ventures di Stamford, nel Connecticut.
Spain dichiarò che esisteva «un divario evidente fra la ricerca gratuita di Google e le offerte di fascia alta di LexisNexis e Factiva».
Dopo l'acquisizione di Researchville.com nel 2002, la base di dati arrivò a contenere le pubblicazioni di 2.600 editori. Nel 2004, fu ribattezzato HighBeam Research e nei mesi successivi il numero di editori censiti arrivò a 3.500 unità. Nel 2006, furono aggiunti gli archivi dell'Oxford University Press, Knight Ridder e del The Washington Post, oltre a numerosi articoli del gruppo britannico Trinity Mirror.
Nel 2008, fu rilevato da Gale Publishing, una controllata di Cengage. Fino al 2018, HighBeam Research fu uno dei partner di Womensforum e un fornitore di contenuto al suo motore di ricerca interno, dedicato nelle questioni femminili.
HighBeam Research cessò le proprie attività nel 2018, a sedici anni dalla sua fondazione.